# 石川真禧照
石川 真禧照（いしかわ まきてる、本名：石川 暁（いしかわ あきら）、1947年9月 - ）は、日本の自動車評論家。日本モータースポーツ記者会会員、日本自動車ジャーナリスト協会副会長。

## 来歴
東京都出身。専修大学商学部卒業。1970年、日刊自動車新聞社に入社するも翌年退社し、以後フリーランスの自動車評論家として活動。1982年、有限会社「I.W.オフィース」を設立し、同社代表となる。日本カーオブザイヤー選考委員（2004 - 2005、他）を務めた。
2006年、アメリカ合衆国の有力日刊紙において自説が紹介された。日本で開業したレクサスを紹介するロサンゼルス・タイムズの記事中で、石川は「（レクサスは）不人気なトヨタ車の名前を変えただけのもの」「購入者は40歳以上で、田舎の小企業の社長」「彼らとて本当はBMWやベンツが欲しいのだが、トヨタとの取引があるために買えない」と解説、さらにレクサス・LS460を運転した感想として「トヨタはドライビングのなんたるかを学ぶべきだね」と批判している。

## 著作
- 『強力パワーアップ専科』（三栄書房、1983年）
- 『史上最強の外車選び`90』（KKロングセラーズ、1989年）